# Janez Zavrl
Janez Zavrl (Lubiana, 25 dicembre 1982) è un ex calciatore sloveno, di ruolo centrocampista.

## Carriera

### Club
Zavrl giocò per l'Olimpia Lubiana, per lo NK Lubiana e per il Domžale, prima di passare ai norvegesi del Brann. Debuttò nella Tippeligaen il 24 aprile 2006, sostituendo Helge Haugen nella vittoria per 1-0 contro lo Start. Il 6 agosto segnò un autogol, costando la sconfitta alla sua squadra, ancora contro lo Start (la partita finì 1-0).
Giocò poi all'Interblock Lubiana, nel Celje, nel Livar e nel Triglav. Dal 2011, gioca nei cinesi dello Shenzhen Ruby.

### Nazionale
Zavrl conta 4 presenze per la Slovenia.